# Francis Pegahmagabow
Francis Pegahmagabow (ur. 9 marca 1891 w Parry Sound, zm. 5 sierpnia 1952 tamże) – kapral armii kanadyjskiej pochodzenia indiańskiego, uważany za najbardziej efektywnego snajpera okresu I wojny światowej.

## Życiorys
Pochodził z plemienia Odżibwejów, mieszkających w rezerwacie Parry Island, w prowincji Ontario. Służył początkowo jako strzelec na jednym z okrętów, patrolujących Wielkie Jeziora. Po rozpoczęciu I wojny światowej wstąpił na ochotnika do 23 kanadyjskiego pułku piechoty i 1 lutego 1915 roku znalazł się w składzie pierwszego kontyngentu kanadyjskiego wysłanego do Europy.
Wziął udział w bitwie pod Ypres i w bitwie nad Sommą, gdzie został ranny w nogę. Odznaczony Military Medal za udział w bitwie pod Passchendaele. W czasie wojny został odznaczony tym wyróżnieniem jeszcze dwukrotnie. Jako zwiadowca zasłynął umiejętnościami snajperskimi, mając na koncie 378 Niemców, kolejnych 300 udało mu się pojmać w czasie akcji zwiadowczych. Używał karabinu SMLE No.1 MKIII.
W 1919 roku powrócił do Kanady, gdzie służył w złożonym z Indian Regimencie Algonkińskim. W latach 1921–1925 zasiadał we władzach lokalnych Parry Island.
Był żonaty, miał sześcioro dzieci. Po śmierci został umieszczony w indiańskiej Hall of Fame, znajdującej się w Woodland Centre w kanadyjskim Brantford. Biografię Pegahmagabowa wydał w 2003 Adrian Hayes pt. Pegahmagabow : legendary warrior, forgotten hero.
Pegahmagabow stał się pierwowzorem literackiej postaci Elijaha Weesageechaka, bohatera powieści Three Day Road, Josepha Boydena. Został też upamiętniony przez szwedzki zespół Sabaton w utworze A Ghost In The Trenches z płyty The Great War.

## Publikacje
- Martin Pegler: Out of nowhere: a history of the military sniper. Osprey-Publishing, 2004. ISBN 978-1-84176-854-0. (ang.). Brak numerów stron w książce

## Piosenki
- Sabaton: A Ghost In the Trenches